# Veloroute 1 (Hamburg)

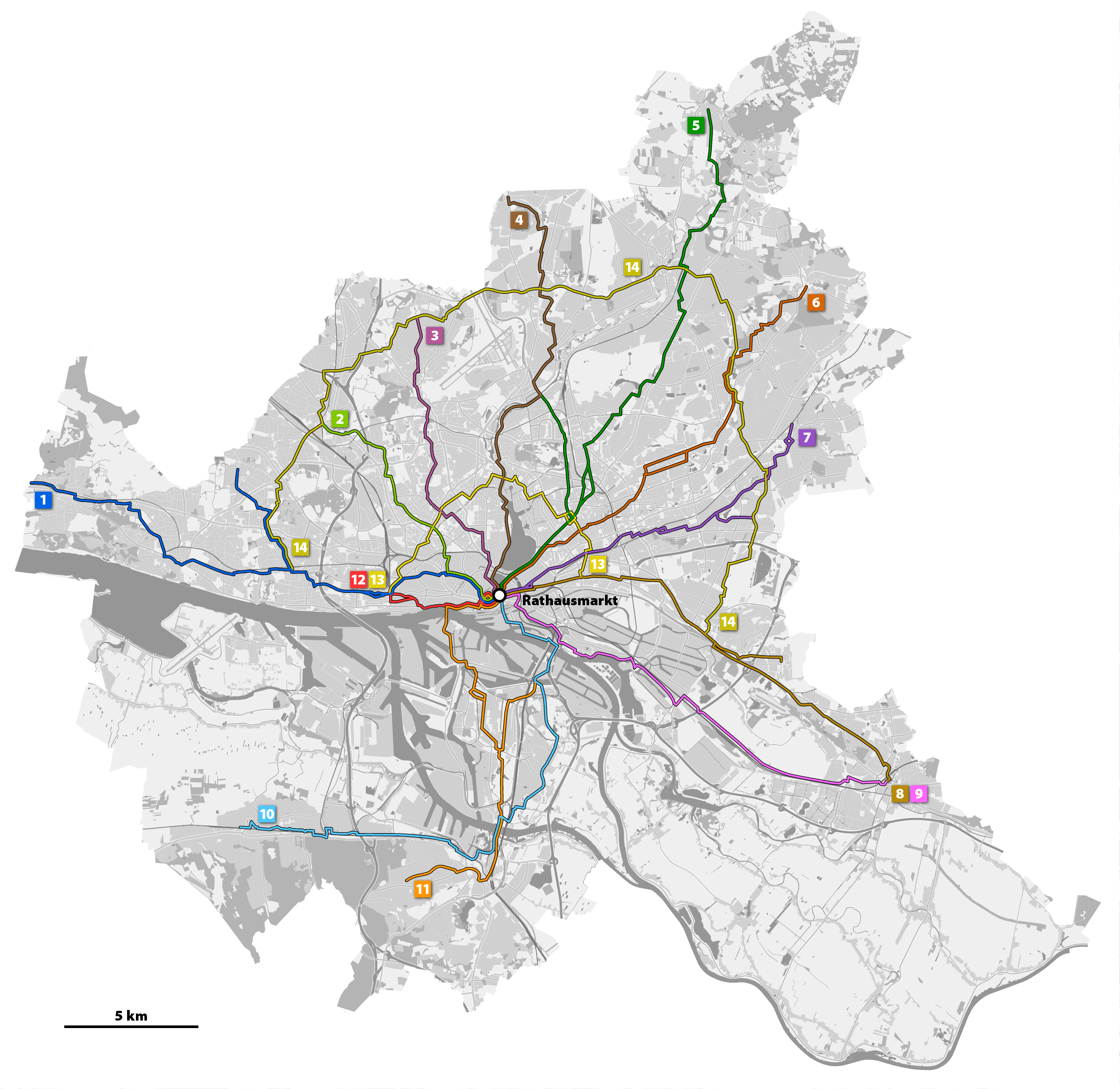
Karte der Hamburger Velorouten, Route 1 in Blau

Die Veloroute 1 war eine der vierzehn Velorouten in Hamburg.
Sie begann am Rathaus in der Hamburger City und verlief Richtung Westen. In Othmarschen teilte sich die Strecke und führte als Route 1 weiter nach Westen bis nach Rissen. Die Route 1a bog Richtung Norden ab und führte über Bahrenfeld bis zum Osdorfer Born.

## Verlauf

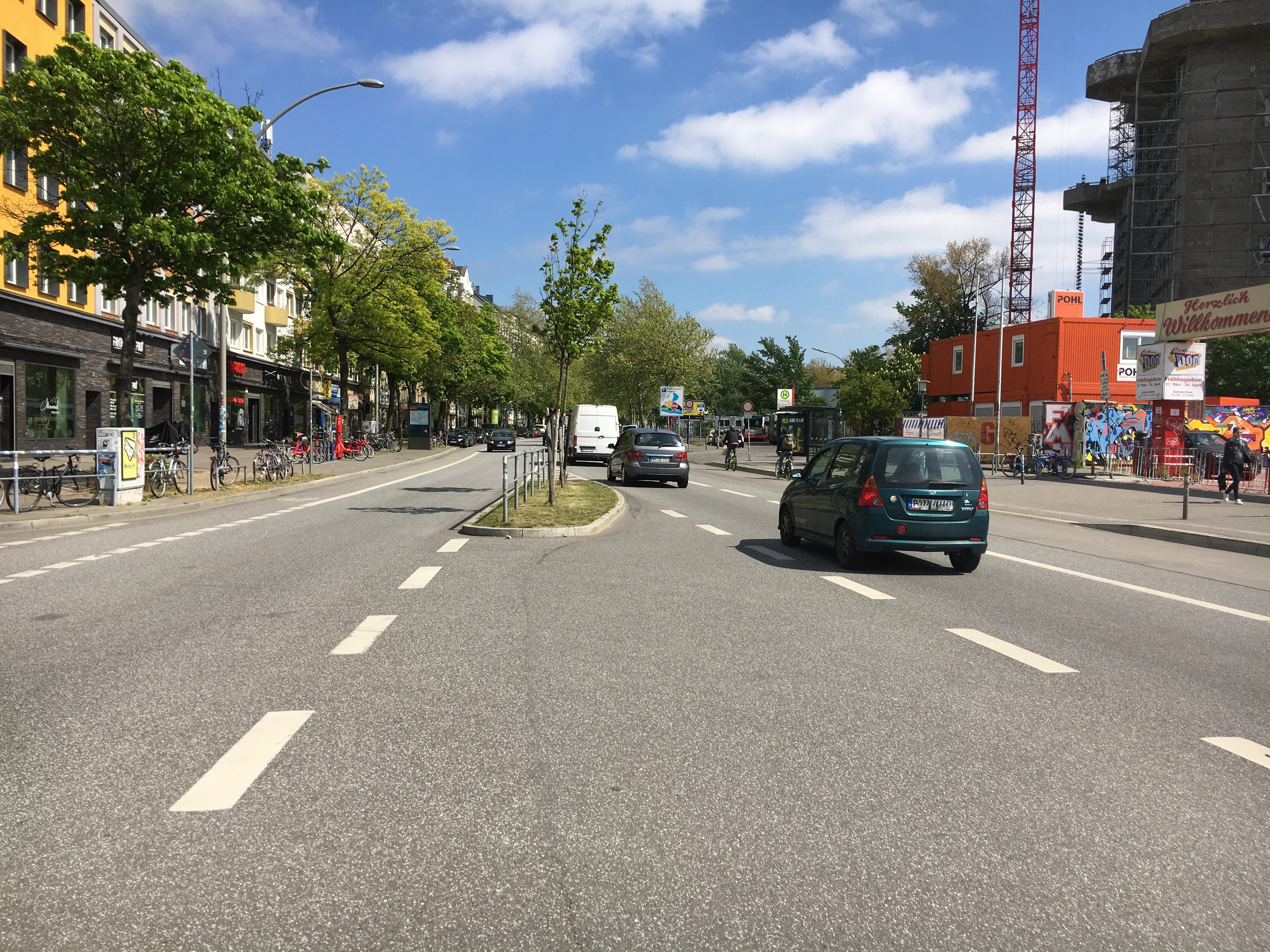
Teilstück der Veloroute 1: Feldstraße

Vom Rathausmarkt aus führte die Route über die Straßen Großer Burstah, Stadthausbrücke und Kaiser-Wilhelm-Straße zum Johannes-Brahms-Platz und den Gerichtsgebäuden am Sievekingplatz. Die Strecke führte weiter über die Feldstraße am Heiligengeistfeld vorbei, streifte den Neuen Pferdemarkt und ging weiter über die Thadenstraße durch die Wohngebiete von St. Pauli und über die Max-Brauer-Allee in Richtung Bahnhof Altona. Ab dem Altonaer Rathaus und dem Stadtteil Ottensen verlief die Strecke zunächst durch Othmarschen, wo ein Abzweig als Route 1a Richtung Norden über Groß Flottbek bis zum Osdorfer Born führte. Die Hauptroute erstreckte sich weiter Richtung Westen über Klein Flottbek, Nienstedten, Blankenese und Sülldorf bis nach Rissen.
Mit der Umstrukturierung des Radwegenetzes von Hamburg und dem Ende der Velorouten wurde die Strecke hauptsächlich durch die Radrouten 1 (Rissen–Altona), 14 (Max-Brauer-Allee) und 7 (Max-Brauer-Allee bis Sievekingplatz) ersetzt. Teile des Abzweigs Richtung Osdorfer Born übernimmt nun die Radroute 18.